# Medalla commemorativa de la guerra 1939-1945
La medalla commemorativa francesa de la guerra de 1939-1945 (francès: Médaille commémorative française de la guerre 1939-1945) és una condecoració militar francesa establerta el 21 de maig de 1946.

## Història
La Medalla commemorativa francesa de la guerra de 1939-1945 va ser creada pel Decret núm. 46-1217 de21 de maig de 1946. Com la medalla de la Gran Guerra, aquesta condecoració va voler conservar la marca de participació activa durant la Segona Guerra Mundial.
La medalla de guerra commemorativa de 1939-1945 va ser atorgada a tots els soldats que servien sota l'autoritat francesa o sota un govern francès en estat de guerra contra les nacions de l'Eix, o presents a bord d'un vaixell de guerra o vaixell mercant armat sota aquestes mateixes autoritats i/o governs; als ciutadans francesos, militars o civils, que van lluitar contra les forces de l'Eix o els seus representants; als militars estrangers que van servir com a francesos en formacions en guerra contra les forces de l'Eix.
Un decret de 1949 va afegir els membres de la resistència passiva francesa com a possibles destinataris de la medalla de guerra commemorativa de 1939-1945.

## Disseny
- Insígnia : la medalla té forma hexagonal on a l'anvers, trobem un gall amb les ales esteses, dempeus davant d'una creu de Lorena (símbol del gaullisme) i erigit sobre una cadena trencada. Al revers hi ha gravades les paraules "República Francesa" i "Guerre 1939-1945".
- Cinta: blau clar vorejada als extrems per una banda verda vorejada per bandes de color vermell. A la línia vertical mitjana de la cinta hi ha una sèrie de V vermelles per simbolitzar la victòria. Té diverses barres.

### Barres
La cinta pot incloure un nombre determinat de barres
Hi podeu posar 12 clips diferents segons les fases de la campanya:
- FRANCE per a operacions entre el 3 de setembre de 1939 i el 25 de juny de 1940;
- NORVÈGE: per a operacions entre el 12 d'abril de 1940 i el 17 de juny de 1940;
- AFRIQUE: per a operacions entre el 25 de juny de 1940 i el 13 de maig de 1943;
- LIBÉRATION: per a les operacions a Còrsega i la campanya francesa entre el 25 de juny de 1940 i el 8 de maig de 1945;
- ALLEMAGNE: per a operacions entre el 14 de setembre de 1944 i el 8 de maig de 1945;
- EXTRÊME-ORIENT: (inclosos els oceans Índic i Pacífic) per a operacions entre el 7 de desembre de 1941 i el 15 d'agost de 1945;
- GRANDE-BRETAGNE: per a operacions entre el 25 de juny de 1940 i el 8 de maig de 1945;
- URSS: per a les operacions de l'esquadró Normandia-Niemen entre el 28 de novembre de 1942 i el 8 de maig de 1945;
- ATLANTIQUE: per a les operacions marítimes realitzades a l'Atlàntic;
- MÉDITERRANÉE: per a les operacions marítimes realitzades a la Mediterrània;
- MANCHE: per a les operacions marítimes realitzades al Canal de la Mànega;
- MER DU NORD: per a les operacions marítimes realitzades al mar del Nord;

La barra Italie va ser retirada des de la creació l'any 1953 de la medalla commemorativa de la campanya italiana.
A més d'aquests barres, hi ha un barra a l'any per commemorar els esdeveniments que van tenir lloc fora de les dates i llocs anteriors, així com els bars "Allistats voluntaris" i "Defensa passiva".
També hi ha bars no oficials com "Italie 1943", "Ile d'Elbe" o "Autricje" (llista no exhaustiva) fets sens dubte a petició de soldats que volien marcar la seva participació en determinades fases molt concretes del conflicte.